# Briefmarken-Jahrgang 1976 der Deutschen Bundespost Berlin

Frohe Weihnachten für alle
(Michel Block 5)

Der Briefmarken-Jahrgang 1976 der Deutschen Bundespost Berlin umfasste 15 Sondermarken, einen Briefmarkenblock und zwei Dauermarken.
Alle Ausgaben dieses Jahrganges waren bis zum 31. Dezember 1991 frankaturgültig.
Der Nennwert aller Ausgabe betrug 12,40 DM; dazu kamen 2,05 DM als Zuschlag für wohltätige Zwecke.
Erstmals gab es eine der seit 1969 jährlich ausgegebenen Weihnachtsmarken als Briefmarkenblock; zwei weitere Markenblocks folgten 1977 und 1978.
Berlin-Ansichten war der Beginn einer Reihe von zwölf Briefmarken, die letzte Ausgabe erschien 1982.

## Liste der Ausgaben und Motive
Legende
- Bild: Eine bearbeitete Abbildung der genannten Marke. Das Verhältnis der Größe der Briefmarken zueinander ist in diesem Artikel annähernd maßstabsgerecht dargestellt. Sollten keine Marken abgebildet sein, liegt es daran, dass das Urheberrecht des Künstlers noch nicht erloschen ist.
- Beschreibung: Eine Kurzbeschreibung des Motivs und/oder des Ausgabegrundes. Bei ausgegebenen Serien oder Blocks werden die zusammengehörigen Beschreibungen mit einer Markierung versehen eingerückt.
- Wert: Der Frankaturwert der einzelnen Marke in Pfennig. Ein „+“ bedeutet, dass es sich um eine Zuschlagsmarke handelt (= Frankaturwert + Spende).
- Ausgabedatum: Das Datum des erstmaligen Verkaufs dieser Briefmarke.
- Auflage: Soweit bekannt, wird hier die zum Verkauf angebotene Anzahl dieser Ausgabe angegeben.
- Entwurf: Soweit bekannt, wird hier angegeben, von wem der Entwurf dieser Marke stammt.
- Mi.-Nr.: Diese Briefmarke wird im Michel-Katalog unter der entsprechenden Nummer gelistet.

| Sondermarken | |                  |                       |            |                              |             |
| Bild         | Beschreibung                                                                                       | Werte in Pfennig | Ausgabe- datum (1976) | Auflage    | Entwurf                      | MiNr.       |
|              | 50 Jahre Internationale Grüne Woche                                                                | 70               | 5. Januar             | 6.390.000  | Willem Hölter                | 516         |
|              | Für die Jugend 1976: Jugend trainiert für Olympia - Kugelstoßen, Frauen                            | 30+15            | 6. April              | 2.857.000  | Heinz Schillinger            | 517         |
|              | - Hockey                                                                                           | 40+20            | 6. April              | 2.850.000  | Heinz Schillinger            | 518         |
|              | - Handball                                                                                         | 50+25            | 6. April              | 2.850.000  | Heinz Schillinger            | 519         |
|              | - Startsprung beim Schwimmen                                                                       | 70+35            | 6. April              | 2.840.000  | Heinz Schillinger            | 520         |
|              | Hockey-Weltmeisterschaft der Damen                                                                 | 30               | 13. Mai               | 10.000.000 | Joachim Hans Hiller          | 521         |
|              | Chorfest des Deutschen Sängerbundes in Berlin                                                      | 40               | 13. Mai               | 7.500.000  | Daniela von der Horst-Voigt  | 522         |
|              | 125 Jahre Berliner Feuerwehr                                                                       | 50               | 13. Mai               | 10.000.000 | Ernst Finke                  | 523         |
|              | Wohlfahrtsmarken 1976: Gartenblumen - Iris Iris germanica                                          | 30+15            | 14. Oktober           | 6.530.000  | Heinz Schillinger            | 524         |
|              | - Goldlack Cheiranthus cheiri                                                                      | 40+20            | 14. Oktober           | 6.555.000  | Heinz Schillinger            | 525         |
|              | - Dahlie Dahlia variabilis                                                                         | 50+25            | 14. Oktober           | 8.213.000  | Heinz Schillinger            | 526         |
|              | - Hoher Rittersporn Delphinium elatum                                                              | 70+35            | 14. Oktober           | 4.560.000  | Heinz Schillinger            | 527         |
|              | Briefmarkenblock – Weihnachtsmarke 1976 Marienfenster im gotischen Chor der Frauenkirche Esslingen | 30+15            | 16. November          | 6.873.000  | Dieter von Andrian           | Block 5 528 |
|              | Berlin-Ansichten (I) - An der Havel                                                                | 30               | 16. November          | 14.630.000 | Bundesdruckerei Berlin       | 529         |
|              | - Zitadelle Spandau                                                                                | 40               | 16. November          | 7.630.000  | Bundesdruckerei Berlin       | 530         |
|              | - Tiergarten                                                                                       | 50               | 16. November          | 9.530.000  | Bundesdruckerei Berlin       | 531         |
| Dauermarken  | |                  |                       |            |                              |             |
| Bild         | Beschreibung                                                                                       | Werte in Pfennig | Ausgabe- datum (1976) | Auflage    | Entwurf                      | MiNr.       |
|              | Dauermarkenserie: Industrie und Technik - Leuchtturm Alte Weser                                    | 20               | 17. Februar           | 93.000.000 | Beat Knoblauch und Paul Beer | 496         |
|              | - Radioteleskop                                                                                    | 500              | 17. Februar           | 1.390.000  | Beat Knoblauch und Paul Beer | 507         |